# 8984 Дерев'янко
8984 Дерев'янко (8984 Derevyanko) — астероїд головного поясу, відкритий 22 серпня 1977 року.
Тіссеранів параметр щодо Юпітера — 3,326.